# Magali Harveyová
Magali Harveyová (16. srpna 1990, Québec) je bývalá kanadská ragbista, která hrála jako křídlo a zadák.
V roce 2014 byla zvolena nejlepší ragbistkou světa. Dokázala to jako první Kanaďanka v historii. Ve stejném roce položila na mistrovství světa v semifinále proti Francii pětku, která byla v nominaci na nejlepší pětku desetiletí. Na tomto světovém šampionátu získala stříbrnou medaili. O rok dříve skončila s Kanadou druhá na MS v sedmičkovém ragby.
Na klubové úrovni hrála za Québec (2012–2016), novozélandský Waikato (2016), japonský Tokio Phoenix (2017?), Auckland (2021) nebo španělský Olimpico Pozuelo (2023). Svou kariéru ukončila ve týmu Stade Bordelais v sezoně 2023/24, kde se stala vítězkou nejvyšší francouzské ligy. Získala bakalářský titul v oboru komunikace a magisterský titul v oboru obchodu.